# División «Castillejos»
La División «Castillejos» es una división del Ejército de Tierra de España integrada en la Fuerza Terrestre, junto con la División «San Marcial» y otros mandos y unidades. La división encuadrará tres brigadas orgánicas polivalentes ligeras. La división, que reemplaza al Mando de Fuerzas Ligeras, fue creada como consecuencia de la reorganización de las Fuerzas Armadas por Orden Ministerial 8/2015 de 22 de enero.

## Introducción
La División «Castillejos» se creó como parte de la reorganización de las Fuerzas Armadas españolas que tuvo como fin racionalizar su estructura para modernizarla y adaptarla a los nuevos retos globales y tecnológicos. La nueva división incorpora tres de las brigadas previamente integradas en el Mando de Fuerzas Ligeras, y hereda el nombre de la Brigada de Caballería «Castillejos» II. La nueva división tiene como cometido principal la generación de las fuerzas operativas necesarias para ejecutar las misiones que le sean encomendadas. Para ello su Cuartel General se encarga del mando y de la preparación de las unidades de la división, y podrá también funcionar como cuartel general de una fuerza multinacional. La división integra brigadas polivalentes que han sido diseñadas para que sean adaptables y capaces de afrontar misiones de todo tipo, desde la asistencia humanitaria a conflictos armados de distinta intensidad, en distintos entornos y con distintos tiempos de respuesta. La división puede generar agrupaciones de combate tanto blindadas, como ligeras y aerotransportables. Sus tres brigadas, junto con una brigada similar encuadrada en el Mando de Canarias, le permiten establecer un ciclo de preparación, disponibilidad y descanso en la generación de las fuerzas necesarias para cumplir tanto con compromisos internacionales como con la misión fundamental de defensa del territorio nacional.

## Antecedentes
La División «Castillejos» hereda el nombre de la Brigada de Caballería «Castillejos» II, disuelta en 2016, que a su vez heredó su denominación del Regimiento de Caballería «Castillejos», luego Grupo Ligero de Caballería «Castillejos», disuelto en 1986. El Regimiento «Castillejos» era de relativamente reciente creación, siendo organizado en 1869, pero en 1931 fue fusionado con el Regimiento de Lanceros del Rey n.º 1, que remontaba sus antecedentes a las compañías de caballería formadas en Piamonte y Lombardía en 1536. El nombre «Castillejos» rememora la actuación de la caballería española en la Batalla de los Castillejos de 1 de enero de 1860, en la que los Húsares de la Princesa se destacaron por su arrojo, capturando la bandera del enemigo.
Aparte de su denominación, el antecedente de la división como estructura de mando se remonta a la creación de la Fuerza de Acción Rápida en 1992. La disolución del Pacto de Varsovia había cambiado el tipo más probable de conflicto para el que se tenían que preparar las Fuerzas Armadas españolas. En el nuevo entorno internacional era necesario disponer de fuerzas que pudieran participar en operaciones multinacionales humanitarias y de mantenimiento de paz, y que pudieran intervenir prontamente para resolver o estabilizar conflictos limitados antes de que se extendieran o agravaran. La Fuerza de Acción Rápida se creó como un instrumento capaz de organizar una respuesta ágil y flexible en estos escenarios de conflicto limitado. Inicialmente la FAR no era una gran unidad orgánica, esto es, no tenía brigadas o pequeñas unidades de maniobra que dependieran de ella administrativamente. La FAR era un mando operativo equipado con un cuartel general, al mando de un general de división, al que se asignaban algunas unidades: la Brigada Paracaidista, el Mando de la Legión y su 4º Tercio, y las Fuerzas Aeromóviles del Ejército de Tierra; asimismo se preveía que otras unidades se le podían agregar para formar agrupamientos de misión: la Brigada de Cazadores de Montaña, la Brigada de Infantería Ligera Aerotransportable, otras unidades de la Legión y las unidades de apoyo y logísticas que fueran necesarias. La FAR se estrenó internacionalmente con la creación de una agrupación que se integró en la Fuerza de Protección de las Naciones Unidas desplegada en Bosnia-Herzegovina.

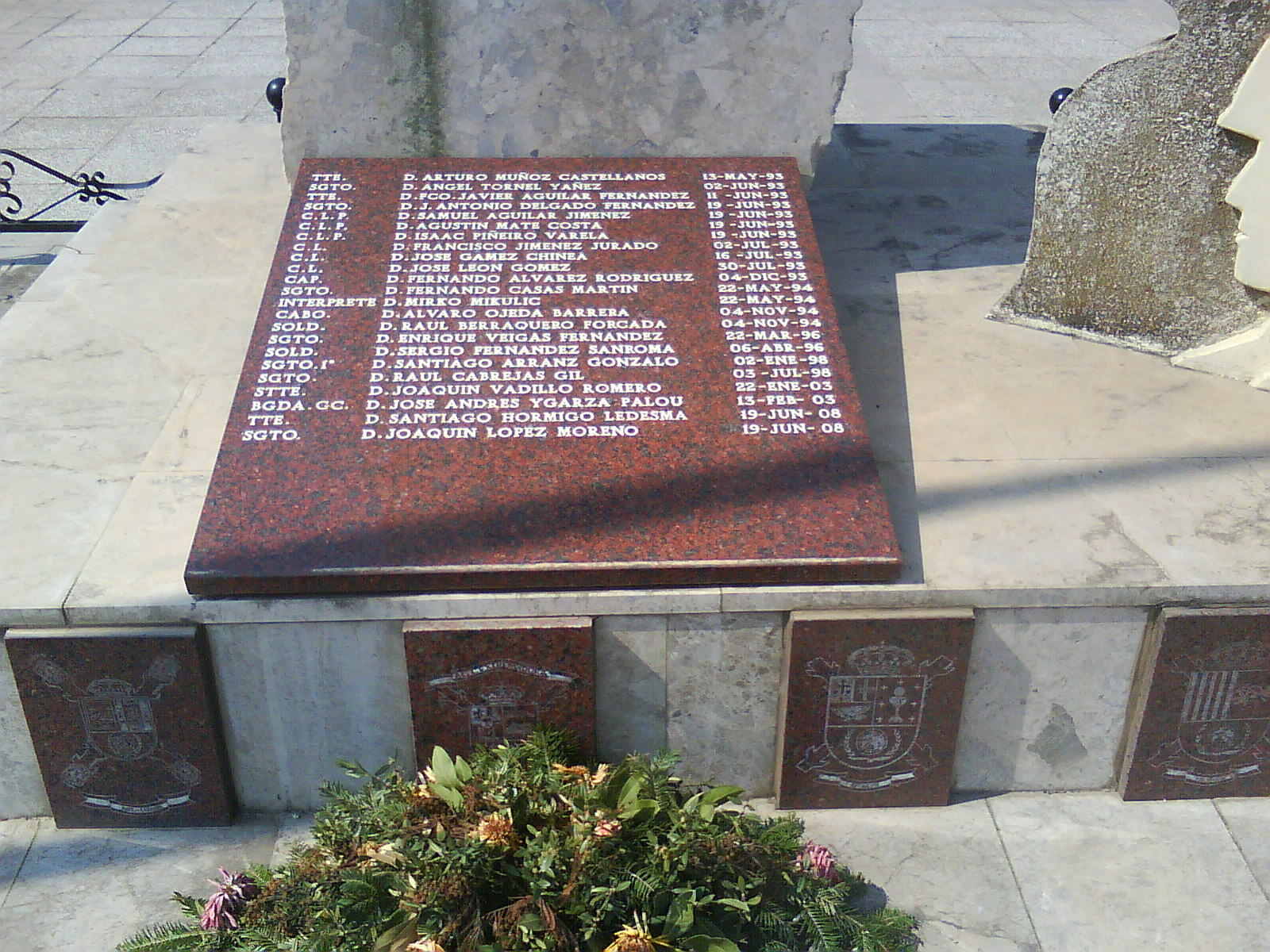
Placa con los nombres de los soldados españoles fallecidos durante su servicio en Bosnia-Herzegovina en el Monumento a los Caídos de la Plaza de España en Mostar.

La Orden del Ministerio de Defensa 84/1994, publicada en septiembre de 1994, estableció un plan para reformar la organización de la Fuerza Terrestre. Como consecuencia la Fuerza de Acción Rápida asumió el mando de la Brigada Paracaidista, la nueva Brigada de la Legión y la Brigada Aerotransportable. El Núcleo al Apoyo a la FAR incluía un Grupo Ligero de Caballería, una Bandera de Operaciones Especiales, un Grupo de Lanzamiento y Aerotransporte, y Unidades de Transmisiones, Inteligencia y NBQ. Otra orden en 1995 convirtió el Grupo de Caballería en Regimiento y una más en 1997 asignó el Grupo de Lanzamiento y Aerotransporte a la Brigada Paracaidista. Finalmente, en 2002 se eliminó la dependencia orgánica de las unidades peninsulares de mandos regionales y pasaron a depender de los mandos de fuerza.
La siguiente reorganización del Ejército se inició en 2006. Como parte de esta reorganización, la Fuerza de Acción Rápida se convirtió en el Mando de Fuerzas Ligeras. En su configuración final en 2009, el Mando incluía, además de las tres brigadas incluidas previamente en la FAR, la Jefatura de Tropas de Montaña «Aragón» y la Brigada de Infantería Ligera «San Marcial» V. En esta transformación el Mando perdió sus cometidos operativos y, con ellos, sus unidades del núcleo de apoyo, convirtiéndose en una organización administrativa. El mando recuperó sus competencias operativas en 2013. La transformación final iniciada en 2016 reduce el ámbito de mando, limitándolo a las tres brigadas de la FAR, pero convirtiéndolas en brigadas orgánicas polivalentes. Una nueva orden en diciembre de 2018 transfiere la Brigada «Aragón», que inicialmente había sido asignada a la Division «San Marcial», a la División «Castillejos».

## Unidades

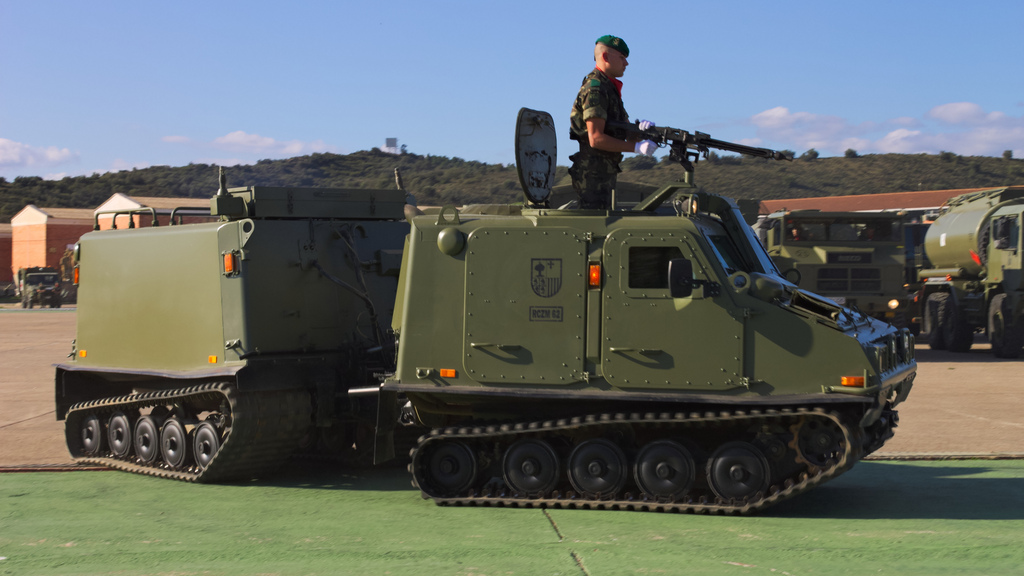
Transporte oruga de montaña Bv 206s

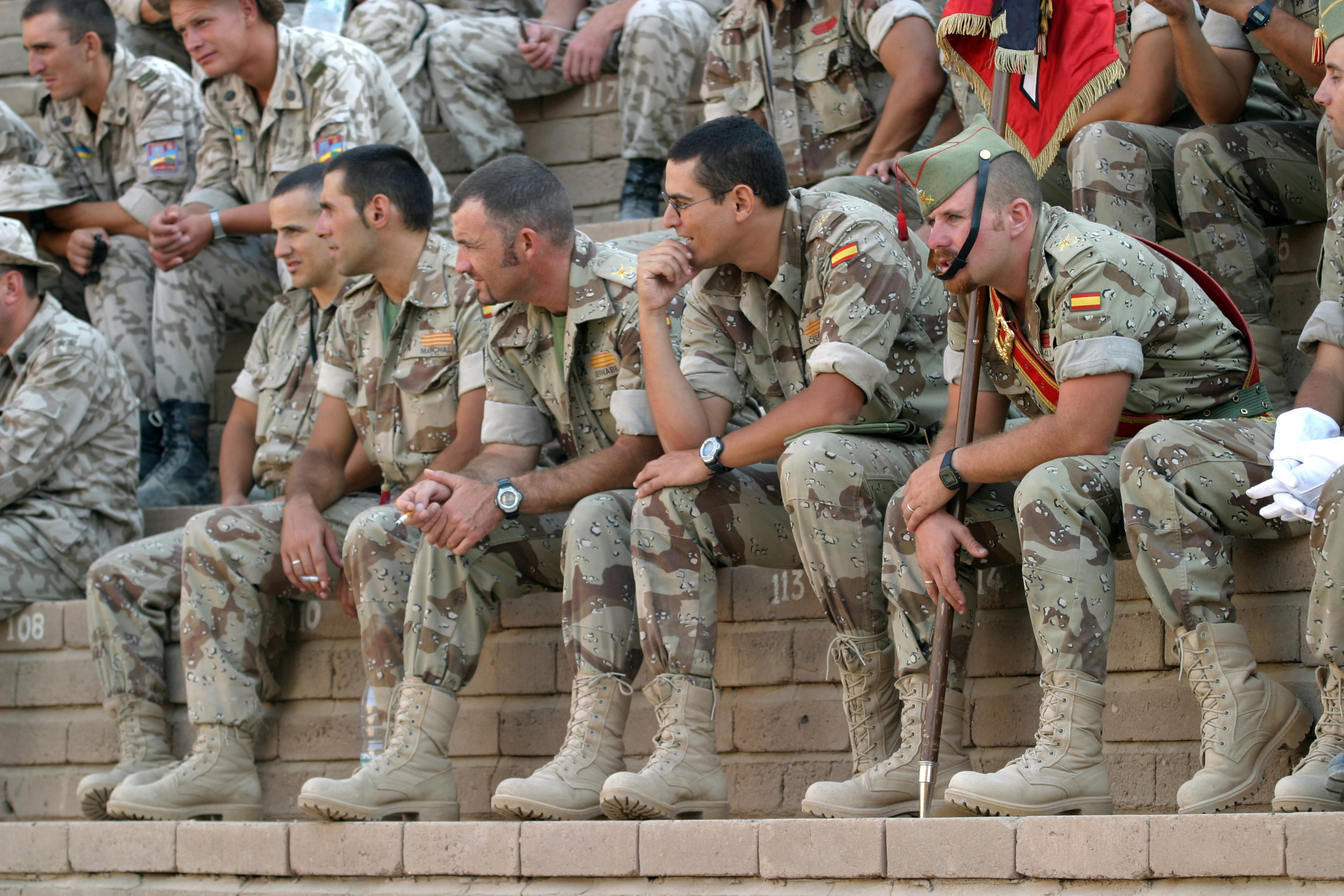
Legionarios en Irak 2n 2003.

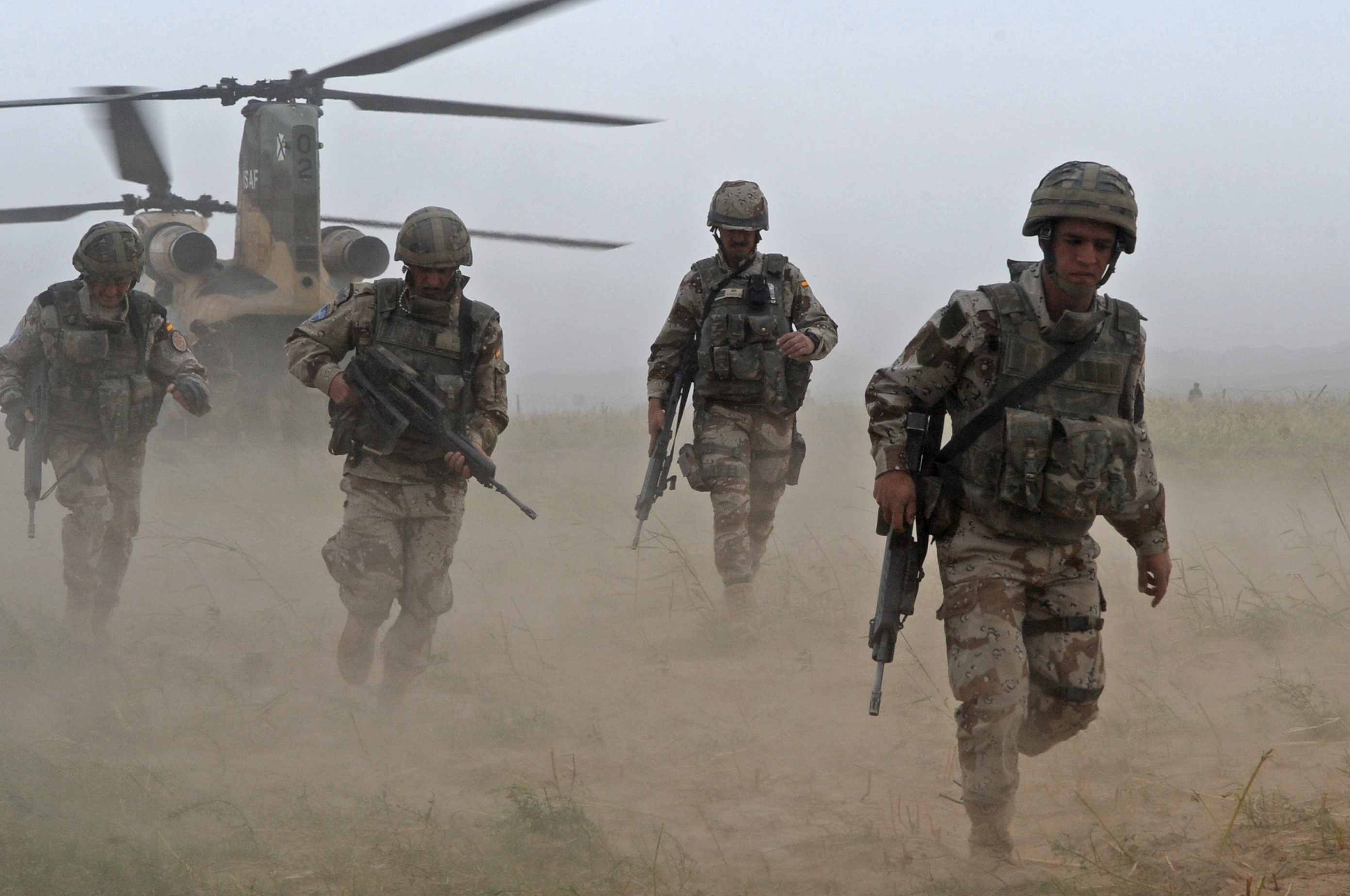
Paracaidistas en Afganistán en 2008.

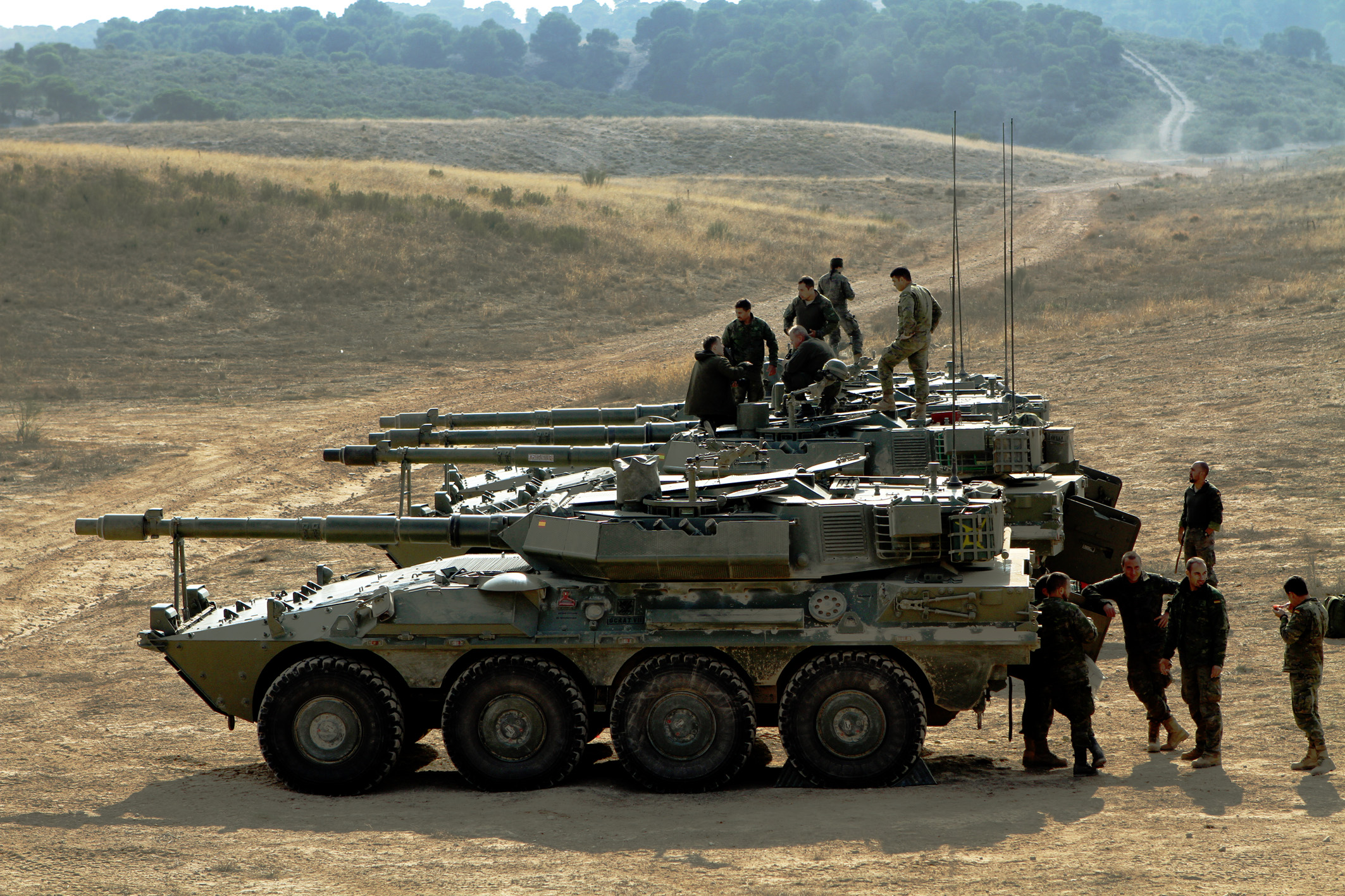
Blindados de caballería Centauro de la Brigada Galicia en el ejercicio de la OTAN Trident Juncture 2015.

- Cuartel General
  - Batallón de Cuartel General
- Brigada «Aragón» I
- Brigada «Rey Alfonso XIII» II de La Legión
- Brigada «Galicia» VII
- Brigada «Guzmán el Bueno» X
- Brigada «Extremadura» XI
- Brigada «Guadarrama» XII
- Regimiento de Caballería España nº 11
- Regimiento de Transmisiones 1

## Organización y equipamiento
Tres de las brigadas encuadradas en la División «Castillejos» cuentan con cuatro unidades de maniobra: dos batallones de infantería protegida, un batallón de infantería motorizada y un grupo de caballería. La excepción es la Brigada «Aragón» que incluye también un batallón de infantería de carros de combate y con un battallón de infantería mecanizada reemplazando uno de los dos de los batallones de infantería protegida de las otras brigadas. Cada tipo de unidad de maniobra tendrá una tabla de organización y equipo distinta:
- Batallón de Infantería de Carros de Combate: equipado con tres compañías de carros de combate Leopard 2E.
- Batallón de Infantería Mecanizada: su vehículo principal es el vehículo combate de infantería Pizarro.
- Batallón de Infantería Protegida: su vehículos principales serán el BMR o vehículos resistentes a minas como el LMV o el RG-31, o el Bv 206s en el caso de la Brigada «Aragón»
- Batallón de Infantería Motorizada: usará vehículos ligeros como el VAMTAC. En el caso de la Brigada «Almogávares» tendrá cualificación paracaidista.
- Grupo de Caballería Ligero Acorazado: usará vehículos cazacarros Centauro y vehículos de exploración de caballería VEC-M1.

La Brigada «Almogávares» también encuadra una Compañía de Reconocimiento Avanzado en su Batallón de Cuartel General con capacitación para paracaidismo de alto cota, mientras que la Brigada «Aragón» encuadra una Compañía de Esquiadores Escaladores.
El Regimiento o Grupo de Artillería de cada brigada estará equipado con dos baterías de obuses remolcados de 155 mm APU-SIAC, autopropulsados de 155 mm M-109 A5E en el caso de la Brigada «Aragón», una batería de cañones remolcados aerotransportables de 105 mm L-118/L-119 y una batería de misiles antiaéreos Mistral.
Los Batallones de Zapadores de las brigadas incluirán tanto medios protegidos como ligeros, para poder apoyar operaciones en distintos escenarios.

## Despliegue
Las unidades de la división están desplegadas en once provincias de diez comunidades autónomas peninsulares. El Cuartel General de la división se encuentra en Huesca. Las unidades de las brigadas se hallan normalmente en la misma localidad que sus respectivos Cuarteles Generales, con las excepciones notadas:
- Brigada «Rey Alfonso XIII» II: Cuartel General en Viator (Almería), con el Tercio «Alejandro Farnesio» 4º y el Grupo de Caballería Ligero Acorazado «Reyes Católicos» II en Ronda (Málaga).
- Brigada «Almogávares» VI: Cuartel General en Paracuellos de Jarama (Madrid), con el Regimiento de Infantería «Zaragoza» n.º 5  en Murcia y el Regimiento de Caballería Ligero Acorazado «Lusitania» n.º 8 en Marines (Valencia).
- Brigada «Galicia» VII: Cuartel General en Pontevedra, con el Regimiento de Caballería «Farnesio» n.º 12 en Santovenia de Pisuerga (Valladolid) y el Regimiento de Infantería «Príncipe» n.º 3 en Siero (Asturias).
- Brigada «Aragón» I: Cuartel General en Zaragoza, con el Regimiento de Infantería «Arapiles» n.º 62 en San Clemente Sasebas (Gerona), el Regimiento de Infantería «Galicia» n.º 64 en Jaca (Huesca) y el Regimiento de Infantería «América» n.º 66 en Berrioplano (Navarra).